# بلونه، کسروان
بلونه (به عربی: بلونة) یک منطقهٔ مسکونی در لبنان است که در شهرستان کسروان واقع شده‌است.
 بلونه ۳٫۹۳ کیلومتر مربع مساحت دارد  ۶۵۰ متر بالاتر از سطح دریا واقع شده‌است.